# Peñoles
Industrias Peñoles ist ein mexikanisches Bergbauunternehmen und Teil der Unternehmensgruppe Grupo BAL. Als zweitgrößter Bergbaukonzern in Mexiko ist Industrias Peñoles (mit dem angegliederten britischen Tochterunternehmen Fresnillo plc) weltweit führender Produzent von Silber, sowie Mexikos führender Produzent von Gold, Blei und Zink.

## Geschäftsfelder
Das Unternehmen ist neben dem aktiven Betrieb zahlreicher Bergwerke auch in diversen anderen Geschäftsfeldern wie Exploration, Metallurgie, Chemie und Infrastruktur (Stromerzeugung, Trinkwassergewinnung, Eisenbahngüterverkehr) tätig. Zu den Beteiligungen des Unternehmens gehören unter anderem das ertragreiche Silberbergwerk Fresnillo (auch „Proaño“ genannt), der metallurgische Komplex 'Met-Mex' und der chemische Komplex 'Química del Rey' (deutsch „Chemie des Königs“), sowie zahlreiche weitere Betriebsstätten.
Die Jahresproduktion an Edelmetallen belief sich 2020 auf etwa 62,6 Millionen Feinunzen Silber (1,9 Millionen kg) und 824.087 Feinunzen Gold (25.631 kg), sowie bei Nicht-Edelmetallen auf 86.420 Tonnen Blei, 288.072 Tonnen Zink und 21.400 Tonnen Kupfer. Neben den geförderten Edelmetallen und dem gewonnenen Blei und Zink werden auch zahlreiche weitere Nebenprodukte erzeugt, wie Ammonium- und Natriumsulfat, Magnesiumoxid- und sulfat, Bismut und Kadmium.
Industrias Peñoles beschäftigte 2020 knapp 30.000 Mitarbeiter. Alberto Baillères ist Chairman of the Board, Rafael Rebollar González ist Generaldirektor und Fernando Alanís Ortega ist Chief Exekutive Officer (CEO) des Unternehmens.

## Geschichte
Die Geschichte von Industrias Peñoles beginnt im Jahre 1887 mit der Konzessionierung mehrerer Bergwerke in der Sierra de Peñoles im Bundesstaat Durango und der Gründung der Compañía Minera de Peñoles unter der Regierung des damaligen Präsidenten Porfirio Díaz. Von 1890 bis 1960 kam es zu mehreren Fusionen, Zusammenschlüssen mit und Übernahmen von anderen Bergbauunternehmen. In dieser Zeit war das Unternehmen im Besitz wechselnder Großaktionäre, darunter einige aus dem Vereinigten Königreich, den Vereinigten Staaten und Deutschland.
In den Jahren von 1960 bis 1970 wurde die mexikanische Bergbauindustrie „mexikanisiert“. Raúl Bailleres erwarb die Mehrheit der Firmenanteile, woraufhin das Unternehmen den Namen Industrias Peñoles erhielt.

## Bedeutende Bergwerke
- Fresnillo: eines der ertragreichsten Silberbergwerke der Welt
- La Ciénega: reichhaltigstes Goldbergwerk in Mexiko
- La Herradura: größtes Goldbergwerk in Mexiko
- Naica: größtes bleiförderndes Bergwerk in Mexiko
- Francisco I. Madero: größtes Zinkbergwerk in Mexiko